# Planorbella tenuis
Planorbella tenuis är en snäckart som först beskrevs av Dunker 1850.  Planorbella tenuis ingår i släktet Planorbella och familjen posthornssnäckor. Inga underarter finns listade i Catalogue of Life.